# Kovács István (református gimnáziumi tanár)
Kovács István (Igar, 1813/14 – Szatmár, 1886. április 11.) református gimnáziumi tanár. Kovács Imre orvos apja.

## Élete
Bölcseleti, jogi és teológiai tanulmányait Debrecenben hallgatta. Midőn a szatmári egyházban 1837-ben a második elemi iskola élére állíttatott, azon buzgólkodott, hogy növendékei minél nagyobb képzést nyerjenek; így már a második évben tanított a III. elemi osztályban is. 1846-ban a IV. osztállyal egy polgári iskola alsóbb osztálya egyesíttetvén, ezen összeolvasztott osztály számára kéziratban kidolgozta a rendszeres természetrajz, természettan, a keresztyén egyház, Magyarország és a világ történetét, és a népszerű polgári jogot, mely tantárgyakat szintén tanította. 1855-ben a vasárnapi iskola IV. osztályát vezette, 1856-ban az elemi s polgári iskolák igazgatásával bízták meg és egyházi jegyzővé nevezték ki. 1863. február 5-én gimnáziumi tanár lett. A koronás arany érdemkereszt tulajdonosa volt. Elhunyt 1886. április 11-én Szatmárt, élete 74., tanárságának 50. évében. Felesége Vajai Eszter volt.

## Munkája
- A szatmári ref. iskola története. Debreczen, 1880. (Különnyomat a tiszántúli ref. középiskolák tanáregyesületének 1880-1881. Évkönyvéből.)